# رامون غيتينز
رامون جيتنز (20 يوليو 1987) هو عداء بربادوسيون مثل بلده في الألعاب الأولمبية الصيفية 2012 بالإضافة إلى أربع بطولات عالمية لألعاب القوى في الهواء الطلق، حصل على الميدالية الفضية لمسافة 100 متر في ألعاب عموم أمريكا لعام 2015 .
تنفاس في دورة الألعاب الأولمبية الصيفية لعام 2016 في سباقي 100م و200 م وأنهى المركز الرابع في منافسة 100 متر ولم يتأهل لنصف النهائي. وفي سباق 200 متر احتل المركز الثالث في منافساته ولم يتأهل ايضاً لنصف النهائي، كان جيتنز هو حامل علم باربادوس خلال موكب الأمم المتحدة.

## روابط خارجية
- رامون غيتينز على موقع الاتحاد الدولي لألعاب القوى (الإنجليزية)
- رامون غيتينز على موقع الدوري الماسي (الإنجليزية)
- رامون غيتينز على موقع اللجنة الأولمبية الدولية (الإنجليزية)
- رامون غيتينز على موقع أوليمبيديا (الإنجليزية)
- رامون غيتينز على موقع اتحاد ألعاب الكومنولث (مؤرشف) (الإنجليزية)